# فاروق شاه
فاروق شاه (19 أكتوبر 1985 بكراتشي في باكستان - ) هو لاعب كرة قدم باكستاني في مركز الوسط. شارك مع منتخب باكستان لكرة القدم. أما مع النوادي، فقد لعب مع Karachi Bazigar ‏ وNational Bank of Pakistan FC ‏.

## روابط خارجية
- فاروق شاه على موقع قاعدة بيانات كرة القدم.إي يو (الإنجليزية)
- فاروق شاه على موقع ناشيونال فوتبول تيمز (الإنجليزية)
- فاروق شاه على موقع GSA (الإنجليزية)